# Bank Rozwoju Rady Europy
Bank Rozwoju Rady Europy, BRRE (ang. Council of Europe Development Bank, CEB) – międzynarodowa instytucja finansowa z siedzibą w Paryżu, działająca pod auspicjami Rady Europy, utworzona 16 kwietnia 1956, jako Fundusz Przesiedleńczy Rady Europy dla Uchodźców oraz Przeludniania w Europie. Z czasem jego działalność rozwinęła się na finansowanie różnych projektów z zakresu szeroko rozumianej polityki społecznej.
Od 2020 r. wspiera działania 42 państw członkowskich, w tym Polski, która przystąpiła do niego w 1998 r. (od tego czasu BRRE zatwierdził na rzecz polskich podmiotów kredyty na łączną kwotę 5,9 mld euro). Największymi udziałowcami BRRE są Francja, Niemcy i Włochy. Polska posiada 2,344% udziałów (11. udziałowiec pod względem wielkości).
Bank Rozwoju Rady Europy został powołany do realizacji celów społecznych poprzez udzielanie kredytów na preferencyjnych warunkach, w następujących obszarach:
- wzmacnianie spójności społecznej (pomoc dla uchodźców, migrantów oraz osób wysiedlonych; tworzenie mieszkań dla osób z niskim dochodem;  utrzymywanie trwałych miejsc pracy; poprawa warunków życia)
- zarządzanie środowiskiem (ograniczanie skutków katastrof naturalnych i ekologicznych; ochrona środowiska; ochrona i odbudowa dziedzictwa historycznego i kulturowego)
- wspieranie infrastruktury publicznej o znaczeniu społecznym (zdrowie; edukacja i szkolenie zawodowe; polepszanie usług administracyjnych i sądowych)
- wspieranie małych i średnich przedsiębiorstw.

Z kredytów BRRE korzystają lub korzystały w Polsce:
- województwa (mazowieckie, pomorskie, podkarpackie, łódzkie)
- miasta (Kraków, Warszawa, Gdańsk, Szczecin, Łódź, Katowice)
- banki i instytucje leasingowe (BGK, Bank BPH, BOŚ, PKO BP, BGŻ, BPS, SGB Bank, BZ WBK Leasing, Europejski Fundusz Leasingowy, SG Equipment Leasing Polska, VB Leasing Polska, Raiffeisen Leasing Polska).

BRRE udzielił także kredytów na rzecz Skarbu Państwa w następujących obszarach: wspieranie społecznego budownictwa czynszowego, łagodzenie skutków restrukturyzacji zatrudnienia w górnictwie węgla kamiennego w regionie śląskim oraz ochrona przeciwpowodziowa.